# Campionati del mondo di atletica leggera 2011 - Salto in alto maschile
La competizione di salto in alto maschile ai campionati del mondo di atletica leggera 2011 si è tenuta tra il 30 agosto ed il 1º settembre.

## Podio
| Pos.    | Atleta          | Nazionalità | Prestazione |
| ------- | --------------- | ----------- | ----------- |
| Oro     | Jesse Williams  | Stati Uniti | 2,35 m      |
| Argento | Aleksej Dmitrik | Russia      | 2,35 m      |
| Bronzo  | Trevor Barry    | Bahamas     | 2,32 m      |

## Situazione pre-gara

### Record
Prima di questa competizione, il record del mondo (RM) e il record dei campionati (RC) erano i seguenti.
| Record                | Prestazione | Atleta                | Data                               | Competizione  |
| --------------------- | ----------- | --------------------- | ---------------------------------- | ------------- |
| Record mondiale       | 2,45 m      | Javier Sotomayor Cuba | 27 luglio 1993 Salamanca, Spagna   |               |
| Record dei campionati | 2,40 m      | Javier Sotomayor Cuba | 22 agosto 1993 Stoccarda, Germania | Mondiali 1993 |

### Campioni in carica
I campioni in carica a livello mondiale e olimpico erano:
| Campione | Atleta                  | Prestazione | Data                              | Competizione   |
| -------- | ----------------------- | ----------- | --------------------------------- | -------------- |
| Olimpico | Andrej Sil'nov Russia   | 2,36 m      | 19 agosto 2008 Pechino, Cina      | Olimpiadi 2008 |
| Mondiale | Jaroslav Rybakov Russia | 2,32 m      | 21 agosto 2009 Berlino, Germania  | Mondiali 2009  |
| Europeo  | Aleksandr Šustov Russia | 2,33 m      | 29 luglio 2010 Barcellona, Spagna | Europei 2010   |

### La stagione
Prima di questa gara, gli atleti con le migliori tre prestazioni dell'anno erano:
| Pos. | Atleta                     | Prestazione | Data                                         |
| ---- | -------------------------- | ----------- | -------------------------------------------- |
| 1    | Jesse Williams Stati Uniti | 2,37 m      | 26 giugno 2011 Eugene, Stati Uniti d'America |
| 2    | Aleksej Dmitrik Russia     | 2,36 m      | 23 luglio 2011 Čeboksary, Russia             |
| 3    | Aleksandr Šustov Russia    | 2,36 m      | 23 luglio 2011 Čeboksary, Russia             |

## Risultati

### Qualificazioni
Vanno in finale chi supera i 2.31 m o chi rientra nei primi 12.
| Pos. | Gruppo | Name                    | Nazione       | 2,16 | 2,21 | 2,25 | 2,28 | 2,31 | Ris.   | Note |
| ---- | ------ | ----------------------- | ------------- | ---- | ---- | ---- | ---- | ---- | ------ | ---- |
| 1    | B      | Dimitrios Chondrokoukis | Grecia        | o    | o    | o    | o    | o    | 2,31 m | Q    |
| 2    | A      | Darvin Edwards          | Saint Lucia   | o    | o    | xo   | o    | o    | 2,31 m | Q,   |
| 2    | B      | Mutaz Essa Barshim      | Qatar         | o    | o    | o    | xo   | o    | 2,31 m | Q    |
| 4    | B      | Ivan Ukhov              | Russia        | o    | o    | xo   | xo   | o    | 2,31 m | Q    |
| 5    | A      | Jesse Williams          | Stati Uniti   | –    | o    | o    | o    | xo   | 2,31 m | Q    |
| 6    | B      | Aleksandr Šustov        | Russia        | o    | o    | xo   | o    | xo   | 2,31 m | Q    |
| 7    | A      | Donald Thomas           | Bahamas       | xo   | o    | xxo  | o    | xo   | 2,31 m | Q    |
| 8    | A      | Jaroslav Bába           | Rep. Ceca     | –    | o    | o    | o    | xxo  | 2,31 m | Q    |
| 9    | B      | Zhang Guowei            | Cina          | o    | o    | o    | xo   | xxo  | 2,31 m | Q,   |
| 10   | A      | Dmytro Dem'yanyuk       | Ucraina       | o    | xo   | o    | xo   | xxo  | 2,31 m | Q    |
| 11   | A      | Aleksej Dmitrik         | Russia        | o    | o    | o    | o    | xxx  | 2,28 m | q    |
| 11   | B      | Trevor Barry            | Bahamas       | o    | o    | o    | o    | xxx  | 2,28 m | q    |
| 11   | B      | Raúl Spank              | Germania      | –    | o    | o    | o    | xxx  | 2,28 m | q    |
| 14   | A      | Erik Kynard             | Stati Uniti   | o    | o    | xo   | o    | xxx  | 2,28 m |      |
| 15   | A      | Eike Onnen              | Germania      | o    | o    | xo   | xo   | xxx  | 2,28 m |      |
| 15   | A      | Konstadinos Baniotis    | Grecia        | o    | xo   | o    | xo   | xxx  | 2,28 m |      |
| 15   | A      | Bohdan Bondarenko       | Ucraina       | o    | o    | xo   | xo   | xxx  | 2,28 m |      |
| 18   | B      | Viktor Ninov            | Bulgaria      | o    | xo   | xo   | xo   | xxx  | 2,28 m |      |
| 19   | A      | Tom Parsons             | Regno Unito   | o    | xo   | xo   | xxx  |      | 2,25 m |      |
| 20   | A      | Raivydas Stanys         | Lituania      | o    | o    | xxo  | xxx  |      | 2,25 m |      |
| 21   | A      | Rožle Prezelj           | Slovenia      | o    | xo   | xxo  | xxx  |      | 2,25 m |      |
| 22   | B      | Silvano Chesani         | Italia        | xo   | xxo  | xxo  | xxx  |      | 2,25 m |      |
| 23   | A      | Majed Aldin Ghazal      | Siria         | o    | o    | xxx  |      |      | 2,21 m |      |
| 23   | B      | Diego Ferrín            | Ecuador       | o    | o    | xxx  |      |      | 2,21 m |      |
| 25   | B      | Kabelo Kgosiemang       | Botswana      | xxo  | o    | xxx  |      |      | 2,21 m |      |
| 26   | A      | Edgar Rivera            | Messico       | o    | xo   | xxx  |      |      | 2,21 m |      |
| 27   | B      | Andriy Protsenko        | Ucraina       | xo   | xo   | xxx  |      |      | 2,21 m |      |
| 28   | A      | Víctor Moya             | Cuba          | o    | xxo  | xxx  |      |      | 2,21 m |      |
| 29   | B      | Martyn Bernard          | Regno Unito   | xxo  | xxo  | xxx  |      |      | 2,21 m |      |
| 30   | B      | Dusty Jonas             | Stati Uniti   | o    | xxx  |      |      |      | 2,16 m |      |
| 31   | B      | Osku Torro              | Finlandia     | xxo  | xxx  |      |      |      | 2,16 m |      |
| 31   | B      | Dmitry Kroyter          | Israele       | xxo  | xxx  |      |      |      | 2,16 m |      |
| -    | A      | Yun Ye-hwan             | Corea del Sud | xxx  |      |      |      |      | nm     |      |
|      | B      | Kyriakos Iōannou        | Cipro         |      |      |      |      |      | dns    |      |

### Finale
| Pos.    | Nome                    | Nazione     | 2,20 | 2,25 | 2,29 | 2,32 | 2,35 | 2,37 | Ris     | Note                          |
| ------- | ----------------------- | ----------- | ---- | ---- | ---- | ---- | ---- | ---- | ------- | ----------------------------- |
| Oro     | Jesse Williams          | Stati Uniti | o    | o    | o    | o    | o    | xxx  | 2,35 m  |                               |
| Argento | Aleksej Dmitrik         | Russia      | o    | o    | xo   | xo   | xo   | xxx  | 2,35 m  |                               |
| Bronzo  | Trevor Barry            | Bahamas     | o    | o    | –    | o    | xxx  |      | 2,32 m  | Miglior prestazione personale |
| 4       | Jaroslav Bába           | Rep. Ceca   | o    | o    | xxo  | o    | xxx  |      | 2,32 m  |                               |
| 5       | Dimitrios Chondrokoukis | Grecia      | o    | o    | o    | xxo  | xxx  |      | 2,32 m  | Miglior prestazione personale |
| 5       | Ivan Ukhov              | Russia      | o    | o    | o    | xxo  | xxx  |      | 2.,32 m |                               |
| 7       | Mutaz Essa Barshim      | Qatar       | o    | xo   | xo   | xxo  | xxx  |      | 2,32 m  |                               |
| 8       | Aleksandr Šustov        | Russia      | o    | xo   | o    | xxx  |      |      | 2,29 m  |                               |
| 9       | Raúl Spank              | Germania    | o    | o    | xo   | xxx  |      |      | 2,29 m  |                               |
| 10      | Zhang Guowei            | Cina        | xo   | o    | xxx  |      |      |      | 2,25 m  |                               |
| 11      | Donald Thomas           | Bahamas     | o    | xxx  |      |      |      |      | 2,20 m  |                               |
| 12      | Darvin Edwards          | Saint Lucia | xo   | xxx  |      |      |      |      | 2,20 m  |                               |
| 12      | Dmytro Dem'yanyuk       | Ucraina     | xo   | xxx  |      |      |      |      | 2,20 m  |                               |